# Volba izraelského prezidenta 1952

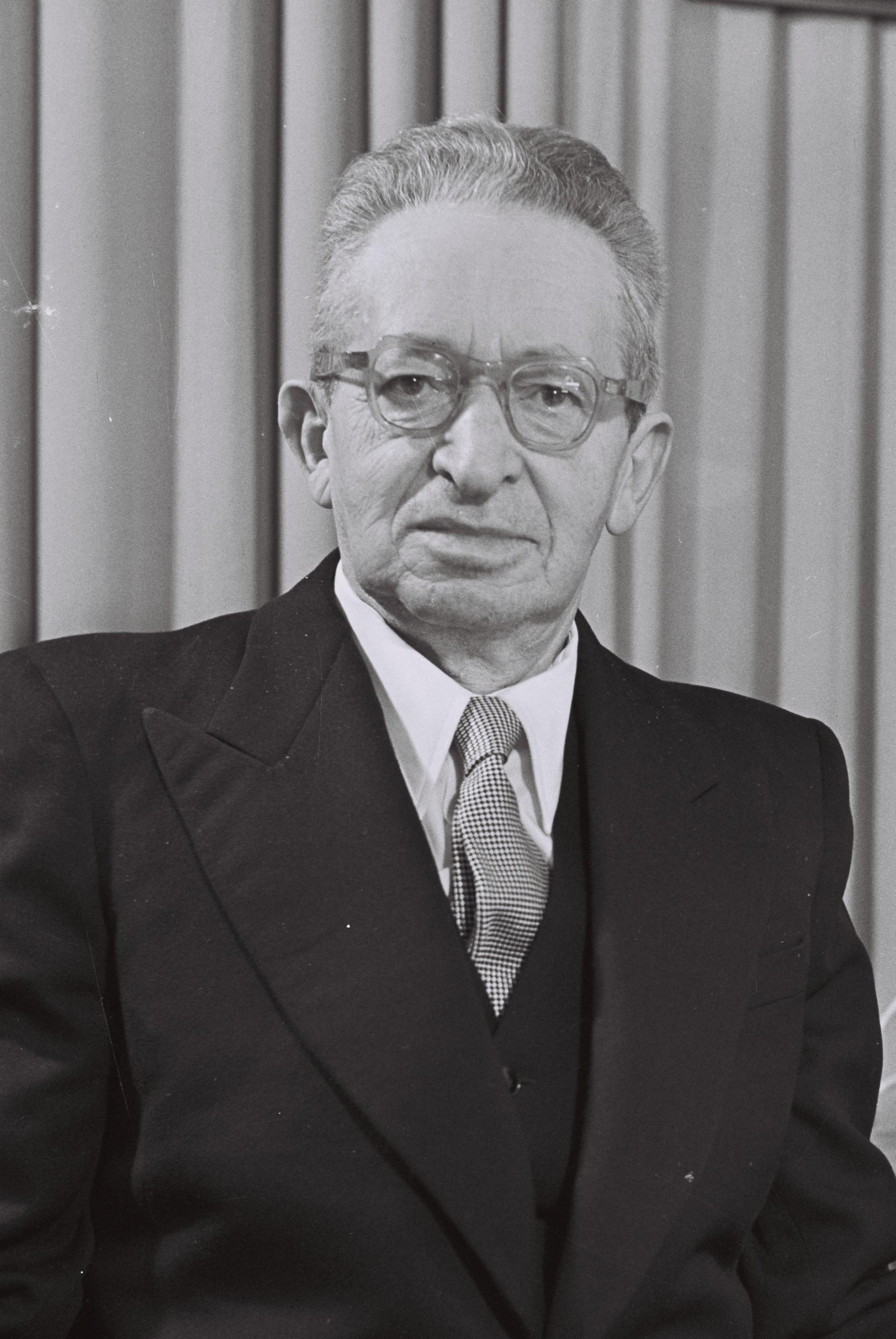
Jicchak Ben Cvi se stal vítězem těchto prezidentských voleb.

Volba druhého izraelského prezidenta se v Knesetu konala 8. prosince 1952 po smrti prvního prezidenta Chajima Weizmanna. Vítězem voleb se stal Jicchak Ben Cvi, nominovaný za stranu Mapaj, jenž 16. prosince téhož roku složil prezidentskou přísahu. V mezidobí, tj. od smrti Weizmanna do inaugurace Ben Cviho, funkci vykonával jako zastupující prezident předseda Knesetu Josef Šprincak.

## Kandidáti

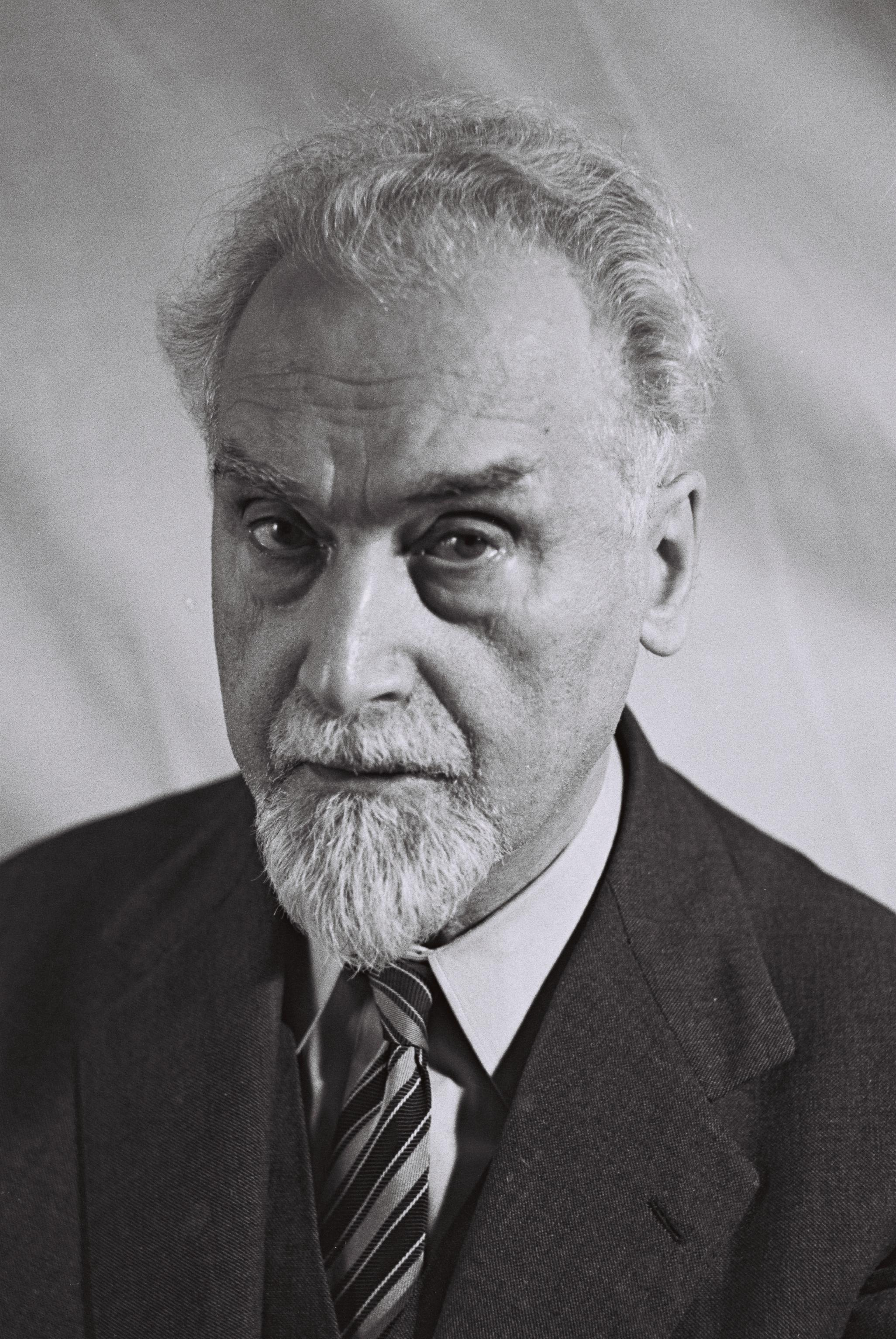
Mordechaj Nurok se utkal s Ben Cvim v posledním kole a zůstal na druhém místě.

Do voleb druhého izraelského prezidenta nastoupili celkem čtyři kandidáti:
- Jicchak Ben Cvi: Jeden ze zakladatelů strany Mapaj (vládnoucí strany, za níž byl zvolen poslancem Knesetu) a odborových svazů Histadrut, bývalý prezident Židovské národní rady (Va'ad Leumi), signatář izraelské deklarace nezávislosti a osobní přítel premiéra Davida Ben Guriona.
- Perec Bernstein: Poslanec Knesetu za Všeobecné sionisty a rovněž signatář izraelské deklarace nezávislosti.
- Jicchak Gruenbaum: Signatář izraelské deklarace nezávislosti, ministr prozatímní vlády, člen strany Mapam, který toho času nebyl poslancem Knesetu.
- Mordechaj Nurok: Poslanec Knesetu za stranu Mizrachi a ministr komunikací ve třetí izraelské vládě.

Před volbami hovořil izraelský ministr zahraničních věcí Abba Eban s Albertem Einsteinem o možnosti, že by se stal prezidentem. Einstein však nabídku odmítl se slovy: „Nemám ani fyzické schopnosti ani zkušenosti se zabývat lidskými bytostmi.“

## Výsledky
Konaly se celkem tři kola hlasování, neboť v prvních dvou žádný z kandidátů nezískal potřebnou většinu. Perec Bernstein vypadl již v druhém kole a celé volby nakonec vyhrál Jicchak Ben Cvi.
| kandidát                     | strana                       | hlasů      | hlasů      | hlasů      |
| kandidát                     | strana                       | první kolo | druhé kolo | třetí kolo |
| ---------------------------- | ---------------------------- | ---------- | ---------- | ---------- |
| Jicchak Ben Cvi              | Mapaj                        | 48         | 48         | 62         |
| Mordechaj Nurok              | Mizrachi                     | 15         | 15         | 40         |
| Jicchak Gruenbaum            | nezávislý                    | 17         | 18         | 5          |
| Perec Bernstein              | Všeobecní sionisté           | 18         | 18         |            |
| prázdných hlasovacích lístků | prázdných hlasovacích lístků | 12         | 12         | 5          |
| celkem                       | celkem                       | 110        | 111        | 112        |